# Linia kolejowa Kufstein – Innsbruck
Linia kolejowa Kufstein-Innsbruck, również Unterinntalbahn) – dwutorowa, zelektryfikowana linia kolejowa, która jest jedną z głównych magistrali kolejowych w Austrii. Otwarta była przez Nordtiroler Staatsbahn. Zaczyna się na granicy w Kufstein jako kontynuacja linii Rosenheim-Kufstein i biegnie przez Tyrol wzdłuż Innu do Innsbrucku. Linia jest częścią I korytarza transeuropejskich sieci transportowych (TEN-T). Linia jest własnością i jest zarządzana przez Österreichische Bundesbahnen (ÖBB).